# Salim Yusuf
Salim Yusuf OC  (* 26. November 1952) ist ein kanadischer Epidemiologe und Kardiologe. Er arbeitet als medizinischer Professor an der kanadischen McMaster University in Hamilton Ontario. Er ist Direktor des Population Health Instituts, eines von ihm gegründeten epidemiologischen Forschungszentrums.

## Leben
Salim Yusuf ist indischer Abstammung und vollendete in Bangalore am St. John’s Medical College (Indien) 1976 sein Medizinstudium. Durch ein Rhodes Scholarship (Stipendium) war es ihm möglich, nach Oxford England zu wechseln, wo er zum Ph.D. promovierte. In Oxford erarbeitete er zusammen mit Richard Peto und Peter Sleight das Konzept von großen, einfachen klinischen Studien und Metaanalysen. In der praktischen Umsetzung dieses Ansatzes brachte er die erste ISIS-Herzinfarktstudie auf den Weg, die die Wirksamkeit der Betablockertherapie beim Herzinfarkt nachwies. Auch alle weiteren ISIS-Studien wurden von ihm mitbetreut.
1984 wechselte Salim Yusuf zu den National Institutes of Health (nationale amerikanische Gesundheitsbehörde), Bethesda, Maryland, USA. Dort war er an den Herzinsuffizienzstudien SOLVD und DIG beteiligt. 1992 wechselte er an die McMaster University, Hamilton, Ontario, Kanada, wo er seitdem arbeitet.
2014 wurde er mit dem Canada Gairdner Wightman Award ausgezeichnet und in die Canadian Medical Hall of Fame aufgenommen.

## Schriften
- mit R. Collins und R. Peto: Why do we need some large, simple randomized trials? In: Stat Med. 3(4), 1984 Oct-Dec, S. 409–422.
- mit A. D. Kitching: From journal to bedside: obtaining medically useful answers from a meta-analysis. In: Evid. Based Cardiovasc. Med. 1(4), 1997 Dec, S. 85–86.
- Randomized clinical trials: slow death by a thousand unnecessary policies? In: CMAJ. 171(8), 2004 Oct 12, S. 889–892; discussion S. 892–893.